# Dulmatin
Dulmatin (6 juin 1970 - 9 mars 2010), également connu sous les pseudonymes de Joko Pitoyo, Amar Usmanan, Genius et Pitono, était un islamiste indonésien et l'un des plus importants militants du réseau extrémiste Jeemah Islamiyah. Il était le cerveau présumé des attentats de Bali en 2002 et l'un des hommes les plus recherchés d'Asie du Sud Est. Le gouvernement américain offrait une prime de 10 millions de dollars pour sa capture. 
Considéré comme un expert en explosifs, formé dans des camps d'entraînement afghans au cours des années 1990, il est le coordinateur de deux attentats à la bombe perpétrés dans deux discothèques sur l'île touristique de Bali le 12 octobre 2002, avec la complicité du malaisien Noordin Mohammed Top, abattu par les autorités en septembre 2009. Les autorités indonésiennes le soupçonnent de s'être ensuite réfugié aux Philippines avec l'un de ses complices, Umar Patek, également recherché par le gouvernement américain. Il est soupçonné d'avoir conclu une alliance avec Abu Sayyaf, groupuscule séparatiste radical philippin réputé proche d'Al-Qaïda, et d'avoir supervisé des camps d'entraînements de djihadistes.
Le 9 mars 2010, Dulmatin est abattu par les forces antiterroristes indonésiennes dans un cybercafé de la banlieue de Jakarta. Le président indonésien Susilo Bambang Yudhoyono confirme son décès après des analyses ADN.